# Seleção Faroesa de Futebol
A Seleção Faroesa de Futebol (Føroyska fótbóltsmanslandsliðið) representa as Ilhas Faroé - uma região autónoma da Dinamarca - nas competições de futebol da UEFA e da FIFA. É gerida pela Associação de Futebol das Ilhas Faroé.
A Seleção Faroesa manda seus jogos no estádio Tórsvøllur, com capacidade para 6.500 espectadores.

## História
As Ilhas Faroé se tornaram membros da FIFA e da UEFA em 1988. Embora uma equipe nacional existisse desde 1930, nem a FIFA nem a Associação Feroesa consideram oficiais as partidas antes de 1988. A seleção feroesa foi protagonista de um dos episódios mais perturbadores da história futebolística, ao vencer a Seleção da Áustria por 1x0 em sua primeira partida válida numa competição internacional (neste caso, as eliminatórias da Eurocopa 1992).
Em sua história de eliminatórias da Euro, a seleção feroesa ainda conquistou empates com a Irlanda do Norte (na mesma edição) e com a Escócia (nas eliminatórias de 2000 e de 2004), com a Lituânia e a Bósnia nas eliminatórias de 2000 e duas vitórias sobre San Marino nas eliminatórias de 1996.
O time também tem participado nas eliminatórias da Copa do Mundo FIFA desde 1992. Em sua história, tem duas vitórias sobre Malta nas eliminatórias de 1998, e, nas de 2002, venceu Luxemburgo duas vezes e empatou com a Eslovênia uma vez. Nas eliminatórias para 2006, entretanto, não manteve a sua ascensão, conseguindo apenas um empate com Chipre.
Nas Eliminatórias da Eurocopa de 2012, as Ilhas Faroé venceram a Estônia por 2 a 0, em partida disputada na cidade de Toftir, no dia 7 de junho de 2011. Foi a primeira vitória dos feroeses em um torneio de qualificação para a Euro desde as Eliminatórias para a edição de 1996. Dois anos antes, a equipe voltaria a ganhar uma partida com caráter oficial ao bater a Lituânia, sete anos após vencer pela última vez.
A 14 de novembro de 2014, as Ilhas Faroé obtiveram um resultado histórico contra a Grécia, em território grego, vencendo por 1x0. E em 2015 contra a mesma Grécia, jogando em casa, ganhou por 2 x 1. Estes dois resultados históricos foram obtidos na fase de qualificação para a Euro 2016, e fizeram com que a seleção subisse 113 posições no ranking da FIFA, passando do 187º para a 74º lugar.

## Recordes
- Atualizado até 13 de outubro de 2024[6]

Jogadores em negrito ainda em atividade pela Seleção Faroesa.